# Praia do Estaleirinho
Praia do Estaleirinho, em Balneário Camboriú.
A praia do Estaleirinho é uma praia localizada no município de Balneário Camboriú, no estado brasileiro de Santa Catarina.
É a primeira das seis praias da Interpraias, a Riviera Catarinense. Compreende uma faixa de 700 metros de extensão, com águas fortes e límpidas. Possui hotel e pousadas e uma gastronomia diversificada de frutos do mar. Praia com certificação internacional Bandeira Azul.